# Xã Packer, Quận Carbon, Pennsylvania
Xã Packer (tiếng Anh: Packer Township) là một xã thuộc quận Carbon, tiểu bang Pennsylvania, Hoa Kỳ. Năm 2010, dân số của xã này là 998 người.